# Prętnik wargacz
Prętnik wargacz (Trichogaster labiosa) – gatunek ryby zaliczany do rodziny guramiowatych. Hodowany w akwariach.

## Występowanie
Występuje na Półwyspie Indochińskim. Do Europy sprowadzono go po raz pierwszy w 1904 roku.

## Charakterystyka
Jego ciało jest eliptyczne i bocznie spłaszczone. Dorasta do 9 cm. Na ogólnym niebieskozielonym tle występują nieregularne, ciemnoczerwone pręgi poprzeczne, szczególnie wyraźne w tylnej części ciała. Płetwy brzuszne - u samicy czerwone, u samca bezbarwne - mają kształt prętów i służą za narządy zmysłu smaku. Prętnik wargacz ma dodatkowy narząd oddechowy, zwany labiryntem, umożliwiający pobieranie tlenu z otoczenia.

## Warunki hodowlane
Są to ryby nieco lękliwe, ale spokojne, mogą zamieszkiwać więc akwarium wspólnie z mniejszymi gatunkami. Wymagają zbiorników średniej wielkości, dostatecznie obsadzonych roślinami. Optymalna temperatura to 22 °C.

## Rozmnażanie
Gdy temperatura wody i powietrza wynosi około 26 °C, samiec buduje na powierzchni wody gniazdo z piany, pod którym przystępuje ze swoją partnerką do tarła. Ikra opada na dno, skąd samiec przenosi ją w pyszczku do gniazda i troskliwie pielęgnuje. Wylęg zaczyna swobodnie pływać dopiero po trzech dniach od wyklucia się z jaj. Żywi się go delikatnym pokarmem żywym lub sproszkowanym żółtkiem.